# Comercio libre

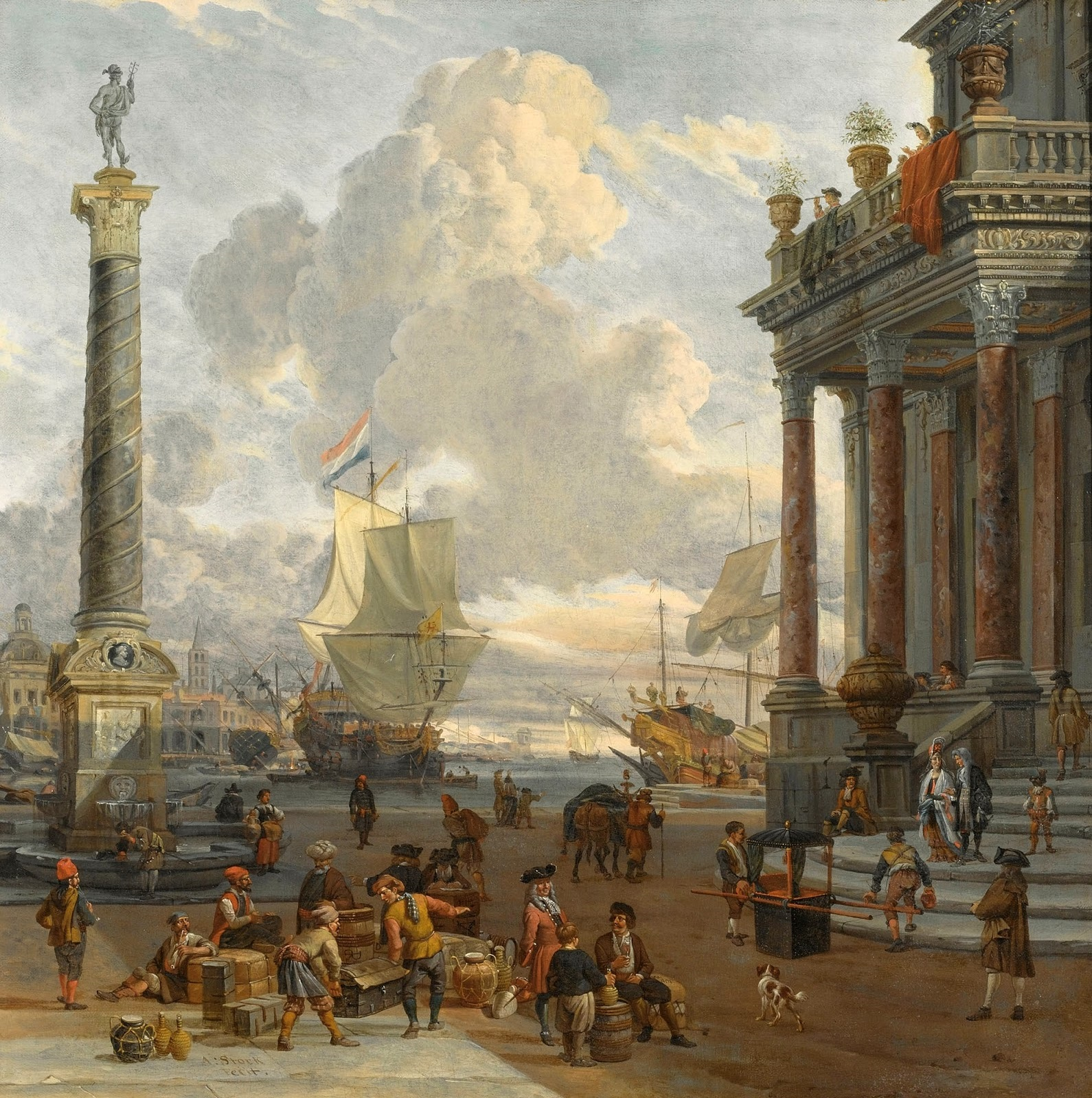
"Escena del puerto meridional con comerciantes" pintura de Abraham Storck.

La libertad de comercio (también referida como comercio libre o libre comercio) es un concepto económico que defiende el intercambio de bienes, sin restricciones de ninguna índole, suponiendo así la eliminación de barreras artificiales al comercio voluntario entre individuos o entre empresas.
En el ámbito del comercio exterior, la libertad de comercio representa el pilar del librecambismo y es la vía opuesta al proteccionismo, abogando por la ausencia de aranceles y de cualquier forma de barrera comercial destinada a obstaculizar el intercambio de productos entre países, que funcionan como unidades económicas separadas por efecto de su moneda, de sus instituciones económicas, etc.
En cuanto al comercio interior es equivalente a la libertad de empresa en una economía de mercado libre, y se refiere a la ausencia de obstáculos que impidan el acceso de los agentes económicos a la actividad comercial (véase libertad económica), expresándose en distintas libertades (libertad de precios, libertad de horarios, libertad de apertura de establecimientos, libertad de contratación, etc.). El liberalismo económico sostiene que los principales obstáculos a la libertad de comercio interior son el intervencionismo del estado y la conformación de grupos de interés como: sindicatos, patronales, o, históricamente, los gremios que solían establecer rígidas reglamentaciones para obstaculizar el acceso a los oficios, industrias y comercios.

## Historia
Durante las décadas de 1960 y 1970, cuando existían muchas más protecciones y otras regulaciones, la economía mundial progresaba mucho más rápidamente que durante las décadas de 1980 y 1990. El ingreso mundial per cápita aumentaba en alrededor del 3 % anual, contra el 2,3% durante las dos últimas décadas. En los países desarrollados, el crecimiento del ingreso per cápita retrocedió del 3,2 al 2,2% comparando 1960-1980 con 1980-1999, mientras que caía a la mitad (del 3 al 1,5%) en los países en desarrollo. Y en este último período, de no ser por los buenos resultados de China y de India –dos países que para nada siguieron las recetas liberales– los porcentajes hubieran sido aún más bajos.
Además, esa tasa de crecimiento promedio está lejos de reflejar el alcance de la crisis que afectó a numerosos países en desarrollo en las dos últimas décadas: el crecimiento del ingreso per cápita fue prácticamente inexistente en América Latina: 0,6% contra 3,1% entre 1960 y 1980. Igual caída en Medio Oriente y en África del Norte (-0,2% anual) y en África subsahariana (-0,7% anual, contra respectivamente 2,5 y 2% de 1960 a 1980). Desde que comenzaron su transición hacia el capitalismo, la mayoría de los países ex comunistas registraron las más fuertes caídas de nivel de vida de la historia moderna.
Sin embargo, para muchos la libertad de comercio es una de las razones principales por las que ha existido una reducción de la pobreza y un incremento general en la calidad de vida y el desarrollo de la población mundial, pues genera cooperación entre distintos grupos sociales y permite la creación de riqueza, que termina por derramarse en la población general. La premisa se sustenta en el hecho de que, en los mercados donde se ha establecido fuertes regulaciones con respecto al peculio y al comercio, el resultado siempre ha sido el deterioro general de todos los que conforman el sistema, esto se ha visto en todas la naciones que han practicado el comunismo y el socialismo como forma de organizar y entender el modelo económico; según filósofos y economistas como los españoles Antonio Escohotado y Daniel Lacalle, no hay duda histórica de los fracasos de los modelos intervencionistas.

## Características
Los tratados de libre comercio (TLC) han sido un tema destacado en la política y la economía internacional durante décadas. Estos acuerdos buscan promover la liberalización del comercio entre países al eliminar o reducir las barreras arancelarias y no arancelarias que obstaculizan el flujo de bienes y servicios. Aunque los TLC ofrecen numerosos beneficios, también se enfrentan a desafíos y barreras que limitan su pleno potencial.
Uno de los principales objetivos de los TLC es fomentar la eficiencia económica al permitir que los países se especialicen en la producción de bienes y servicios en los que tienen ventajas comparativas. Esto puede conducir a una asignación más eficiente de recursos y, en última instancia, a un aumento en la prosperidad económica. Sin embargo, algunos países imponen barreras para proteger sus industrias locales. Estas barreras pueden incluir aranceles elevados, cuotas de importación y regulaciones comerciales restrictivas.
Las barreras no arancelarias también son un obstáculo importante para el libre comercio. Estas incluyen regulaciones sanitarias, fitosanitarias, ambientales y técnicas que pueden ser utilizadas de manera injusta para restringir el acceso al mercado. A menudo, estas barreras son justificadas en nombre de la seguridad del consumidor o la protección del medio ambiente, pero a veces se utilizan como herramientas de protección comercial.
Además, los TLC enfrentan resistencia política en algunos países. Los ciudadanos pueden percibir que estos acuerdos socavan empleos locales o comprometen la soberanía nacional al dar a las empresas extranjeras un mayor acceso al mercado. Esto ha llevado a protestas y debates en torno a la ratificación de los TLC en varios países.
A pesar de estos desafíos, los TLC siguen siendo una herramienta importante para promover el comercio internacional y la cooperación económica. A través de la negociación y la colaboración, los países pueden trabajar juntos para eliminar barreras y mejorar la eficiencia económica. Sin embargo, es crucial abordar las preocupaciones legítimas de aquellos que pueden verse afectados negativamente por estos acuerdos y garantizar que los beneficios del libre comercio se distribuyan de manera equitativa.
Para que haya libertad de comercio generalmente deben existir las siguientes características:
- Comercio de internacional bienes y servicios sin impuestos (incluidos los aranceles) u otras barreras comerciales (por ejemplo, cuotas de importación, trabas administrativas o subvenciones para los productores);
- Ausencia de políticas de «distorsión del mercado» (tales como altos impuestos, subsidios, regulaciones o leyes) que otorgan a algunas empresas o factores de producción una ventaja sobre otros;
- Incapacidad de las empresas para distorsionar los mercados a través del monopolios u oligopolios impuestos por el Gobierno.
- Fuerte protección del derecho de propiedad;
- Ausencia de controles a la libertad de asociación y de contratos;
- Ausencia de penalización de la competencia;
- Ausencia de controles máximos y mínimos de los precios de bienes y servicios;
- Ausencia de trabas administrativas del mercado

## Argumentación a favor y en contra
Algunos de los acuerdos que han sido denominados como de «libre comercio» por sus proponentes, pueden en realidad crear barreras al mercado libre. Los críticos de estos tratados los ven como una forma de protección estatal de los intereses de las empresas multinacionales. Otros más críticos aún como los anarquistas piensan que sencillamente la retórica del «comercio libre» y del «mercado libre» ha sido cooptada por las élites económicas para favorecer el corporativismo y no el comercio libre (véase Liberalismo vulgar).
Los partidarios del comercio justo reclaman que no haya intervenciones o subsidios que distorsionen los precios.
Existe un debate permanente de si el libre comercio ayudará o no a las naciones del tercer mundo. Se cuestiona incluso si este derecho es conveniente o no para el mundo desarrollado.
Algunos argumentan que el libre comercio permite a los países desarrollados explotar a los países del tercer mundo, destruyendo la industria local de estos países. En contraposición se ha dicho que el libre comercio afecta al mundo desarrollado por la pérdida de empleos de estas naciones, los cuales se mueven a otros países, produciendo una carrera hacia el abismo que genera un deterioro general de los estándares de salud y seguridad. Como argumento a favor, el libre comercio supone un estímulo a los países a depender económicamente entre sí, con lo cual se disminuyen las posibilidades de enfrentarse e ir a una guerra.
Algunas descripciones de la ventaja comparativa están basadas en la condición necesaria de «inmovilidad de capital». Si los recursos financieros se pueden mover libremente entre distintos países, la ventaja de la teoría comparativa se erosiona, y hay un dominio de quien tiene la ventaja absoluta. Dada la apertura de flujos de capital que acompañó los acuerdos de libre comercio de la década de 1990, la condición de «inmovilidad de capital» no tiene ya validez. Como consecuencia, se puede argumentar que la teoría económica de la ventaja comparativa no puede utilizarse como soporte a la teoría de libre comercio. Sin embargo, como lo ha expresado el economista Paul Krugman, el teórico económico del siglo XIX David Ricardo, quien formuló la doctrina de la ventaja comparativa, vivió él mismo un periodo de alta movilidad de capitales. 
La implantación actual del libre comercio ha sido objeto de críticas. Una queja común es que los países desarrollados tienden a presionar al tercer mundo para que abran sus mercados a los productos industriales y agrícolas de las naciones desarrolladas, a la vez que se oponen a abrir sus mercados a los productos agrícolas del tercer mundo. Un argumento a favor del libre comercio es que las barreras comerciales como cuotas de importación y subsidios agrícolas no permiten competir a los agricultores del tercer mundo en sus mercados locales y menos aún en el comercio mundial, incrementando así la pobreza en los países en vía de desarrollo. 
Adicionalmente se ha resaltado que el concepto actual de libre comercio favorece el movimiento libre de productos y empresas, lo cual es favorable para los países desarrollados, pero esto no va a la par con el libre movimiento de trabajadores, lo cual favorecería a las naciones del tercer mundo.
Algunos sugieren que la libertad de comercio genera cambios demasiado rápidos en las condiciones de vida y en el mercado laboral profesional.

### Opinión de los economistas
La literatura que analiza la economía del libre comercio es rica y se ha realizado un extenso trabajo sobre los efectos teóricos y empíricos. Aunque crea ganadores y perdedores, el amplio consenso entre los economistas es que el libre comercio es una ganancia neta grande e inequívoca para la sociedad. En una encuesta de 2006 de economistas estadounidenses (83 respondedores), "87.5% acepta que EE. UU. Debería eliminar los aranceles restantes y otras barreras al comercio" y "90.1% no está de acuerdo con la sugerencia de que Estados Unidos debería restringir a los empleadores de subcontratar el trabajo a países extranjeros".
Citando al profesor de economía de Harvard, N. Gregory Mankiw, "pocas proposiciones comandan tanto consenso entre los economistas profesionales como el hecho de que el comercio mundial abierto aumenta el crecimiento económico y eleva el nivel de vida". En una encuesta de importantes economistas, ninguno estuvo en desacuerdo con la idea de que "un comercio más libre mejora la eficiencia productiva y ofrece a los consumidores mejores opciones, y en el largo plazo estas ganancias son mucho mayores que cualquier efecto sobre el empleo".
La mayoría de los economistas estarían de acuerdo en que aunque los rendimientos de escala crecientes podrían significar que cierta industria podría asentarse en un área geográfica sin una razón económica fuerte derivada de la ventaja comparativa, esta no es una razón para argumentar en contra del libre comercio porque el nivel absoluto de producción disfrutado por ambos "ganador" y "perdedor" aumentarán con el "ganador" ganando más que el "perdedor", pero ambos ganan más que antes en un nivel absoluto.

## Libertad de comercio en la España de la Ilustración
- Las reformas ilustradas en España durante el siglo XVIII produjeron importantes de textos legislativos sobre la libertad de comercio:

- Decreto de libre comercio de granos de 1765, que suprimió la tasa del trigo con consecuencias negativas no buscadas (acaparamiento debido a la inexistencia de un verdadero mercado nacional, una estructura comercial desarrollada y una clase burguesa de importancia), que sumadas a la mala cosecha condujeron al motín de Esquilache de 1766.
- Decretos de libertad de comercio con América de 1765 y 1778 (Carlos III), que acabaron con el monopolio comercial de Cádiz (Casa de Contratación de Indias) en beneficio de varios puertos peninsulares, y el de 1797 o decreto de neutrales (Carlos IV) que habrá el comercio americano a otros países europeos.
- También la Ley Agraria; que quedó en Expediente de la Ley Agraria con Informes tan trascendentes como el de Jovellanos (1787), pero que no llegó a aplicarse; vino inspirada por la legislación sobre la libertad de comercio (sobre todo en su fracaso) y se centró en esa ocasión en la estructura de la propiedad (mayorazgos, manos muertas, arrendamientos, enfiteusis, etc.).